# オフロードパーク黒井沢
オフロードパーク黒井沢（オフロードパークくろいさわ）は、岐阜県中津川市にある会員制のオフロードコース。

## 概要
- 恵那山山麓の標高1200m以上の場所にある。
- 敷地面積は、約3万2千坪。
- 敷地内に中津川の支流が流れており、夏は水遊びや釣りも楽しめる。
- コースは、舗装されていない林道、ヒルクライム、岩を集めたロックセクション、岩モーグルコース等があり、敢えて走行しづらいようにしてある。そこを車高を改造したジープなどを走行して楽しむ。
- 愛知県でオフロード用品を販売する「ホールショット］と「アディクト」という会社が共同で管理しており、入場する際には事前にどちらかに予約する必要がある。
- 2007年にはベーシックロックの第1戦が行われた。

## 所在地
- 岐阜県中津川市阿木字丸山7986

## アクセス
- 中央自動車道中津川インターチェンジより、国道19号を長野方面ヘ、中村交差点を右折し国道363号を南進。恵那神社の先のY字路を右折し、恵那山登山道の標識に従って進む。
- JR東海中央本線中津川駅より、タクシーにて約60分